# Lerești
Lerești là một xã thuộc hạt Argeș, România. Dân số thời điểm năm 2002 là 5025 người.